# Brömbsen (Familie)

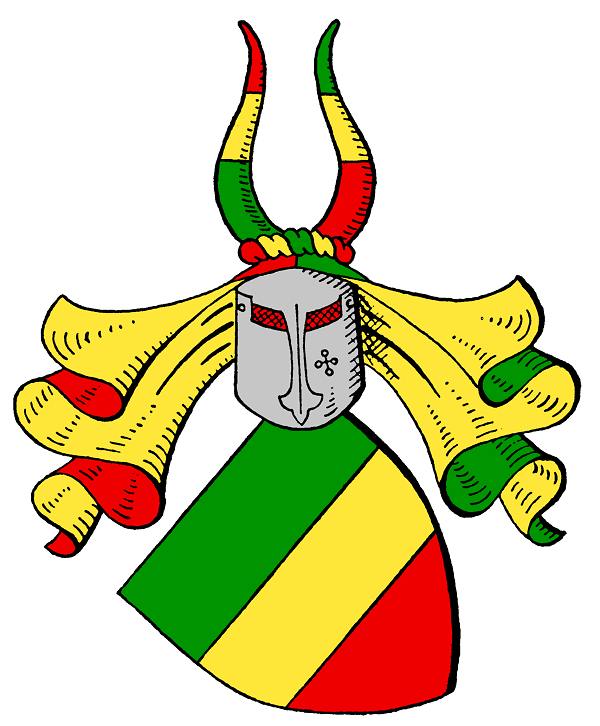
Stammwappen der Brömbsen

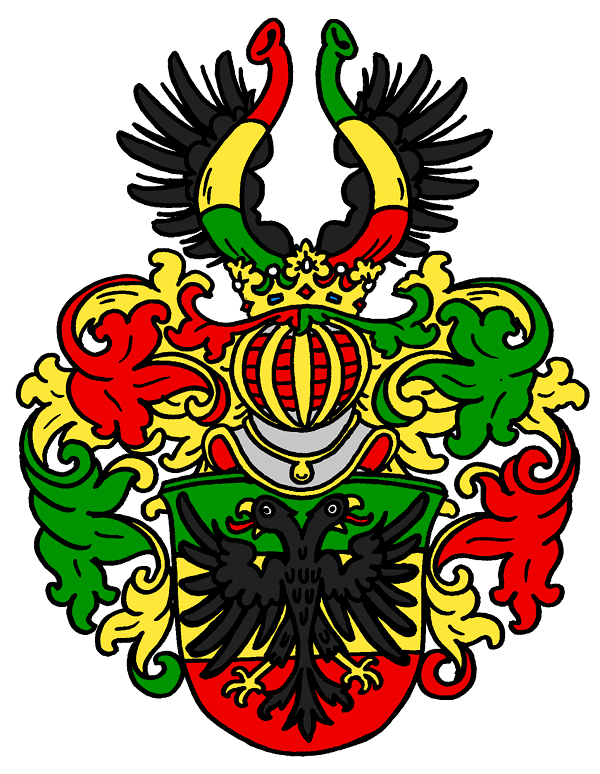
Wappen derer von Brömbsen von 1532

Brömbsen, ursprünglich von der Netze, dann Bromes, Brömse, Brömbse, ab dem 18. Jahrhundert von Brömbsen, ist der Name eines zunächst Lüneburger, dann Lübecker Patriziergeschlechts, das 1532 einen kaiserlichen Adelsbrief erhielt und von dem ein Zweig 1688 zu Reichsfreiherrn erhoben wurde.

## Geschichte
Nach einem zuerst im 16. Jahrhundert von der Familie aufgestellten Stammbaum, der 1704 von Johann Heinrich Büttner in seinen Genealogiae veröffentlicht wurde, ist der Stammvater des Geschlechts ein Bernhard von der Netze, der 1289 als Bürger und 1308 als Ratsherr in Lüneburg nachgewiesen ist; er starb vor 1312. Der ursprüngliche Name der Familie ist vermutlich von dem lüneburgischen Dorf Netze, heute Neetze hergeleitet. Sein Sohn war Nikolaus von der Netze, 1314 Bürger in Lüneburg. Dessen Sohn Heinrich von der Netze soll nach seiner Heirat 1342 den Namen Bromes bzw. Brömse zunächst als Genannt-Name für sich und die Nachkommen angenommen haben; später wurde daraus der einzige Familienname. Seine Frau war Margarete (geb.) Brömse, die dem Geschlecht von Estorff entstammte. Ihr Vater Dietrich von Estorff genannt Bromes, auch Grundling, ist zwischen 1286 und 1338 in Lüneburg nachgewiesen. Ein Sohn der Margarethe Brömse und ihres Gatten Heinrich von der Netze gen. Brömse war Dietrich von der Netze gen. Brömse († 1371). 1349 erwerben (dieser?) Dietrich Bromes und Johannes von der Netze gemeinsam ein Haus vom Ritter Hermann von Meding, das in Lüneburg auf dem Meer gelegen war. Dietrichs gleichnamiger Sohn war Lüneburger Sülfmeister und Ratsherr. 1375 wurde er bei der Anleihe, die die Stadt Lüneburg gegen teilweise Verpfändung ihres Salzzolles bei Lübecker und Hamburger Kaufleuten machte, aktenkundig.

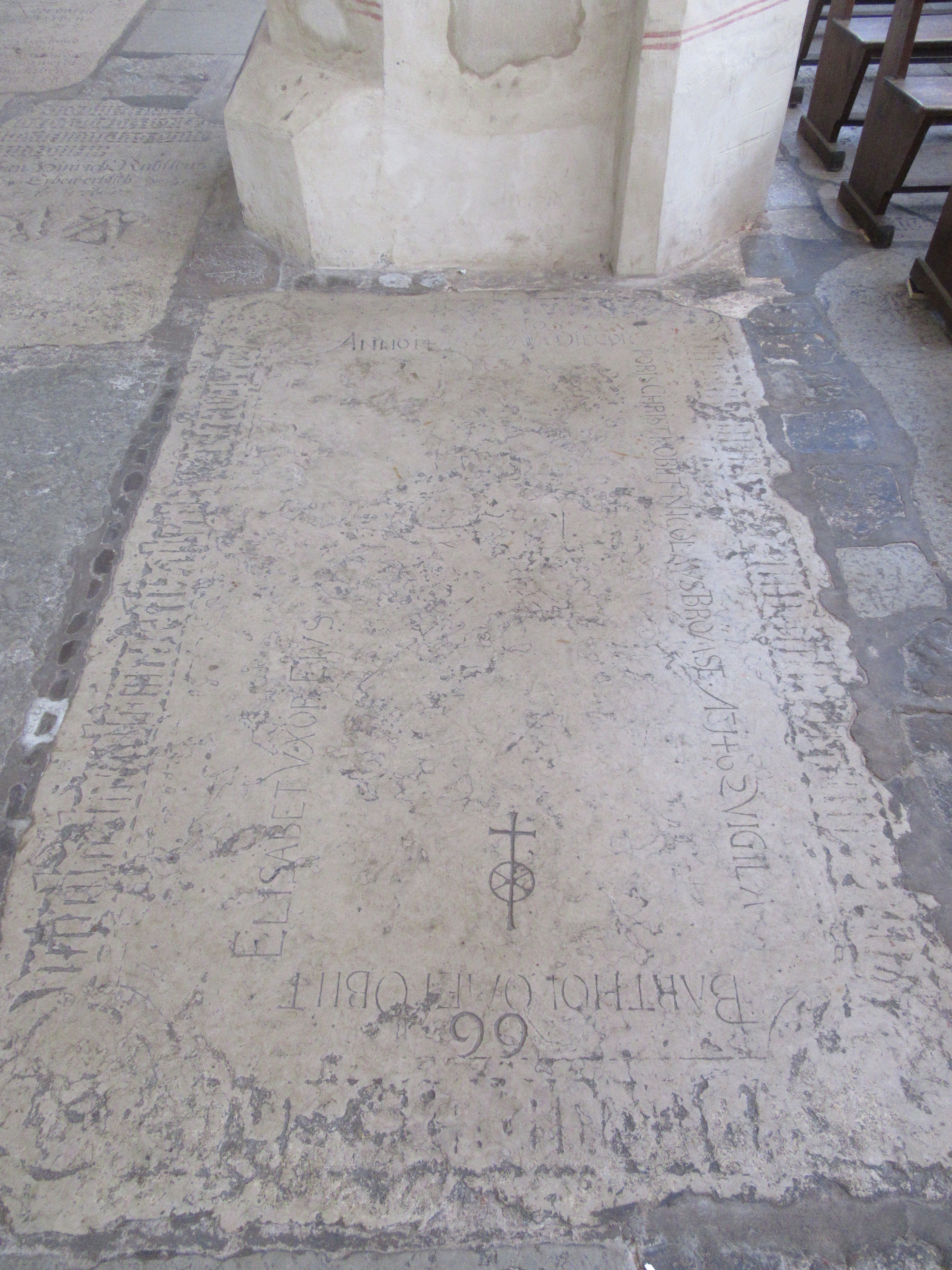
Grabplatte Nicolaus Brömse († 1443) in St. Katharinen, Lübeck

Anfang des 15. Jahrhunderts sind Mitglieder der Familie aus Lüneburg nach Lübeck übergesiedelt. Ihr erster in Lübeck nachzuweisender Vertreter ist Nicolaus Bromese, der im Jahre 1409 als ein angesehener Kaufmann und bereits Lübecker Bürger beim Konkurs des Münzmeisters Peter Huke als einer der Bürgen erscheint. Er brachte es zum Mitglied der angesehenen Zirkelgesellschaft und war Mitstifter des Schwartauer Altars der Bruderschaft. Während der städtischen Unruhen verließ er 1411 die Stadt, kehrte aber bald darauf zurück. Am 27. Juni 1443 starb er und wurde in St. Katharinen begraben.
1440 schloss Nicolaus mit seinem Bruder Dietrich († 1459; beide Vornamen sowie Heinrich werden in der Familie immer wieder vergeben), der in Lüneburg geblieben war, einen Vergleich über ihr Erbe an Besitzrechten an den Salinen in Lüneburg. Mit Nicolaus kinderlosem Tod hörte die Familie in Lübeck zunächst wieder auf. Doch schon bald kam ein neues Familienmitglied aus Lüneburg nach Lübeck. Heinrich Brömse war als Sohn Dietrichs der Neffe des Nicolaus Brömse; er wurde zum Stammvater der Lübecker Linie. Seit 1477 Ratsherr, wurde er zehn Jahre später Bürgermeister. Er war als Kaufmann im Ostseehandel tätig und Mitglied der Kompanie der Rigafahrer. 1488 stiftete er die Familienkapelle in der Jakobikirche, die bis ins 19. Jahrhundert im Familieneigentum blieb. Auf den Flügeln des Altarbilds der Kapelle, dem Brömsenaltar, ist er mit seiner Familie abgebildet.

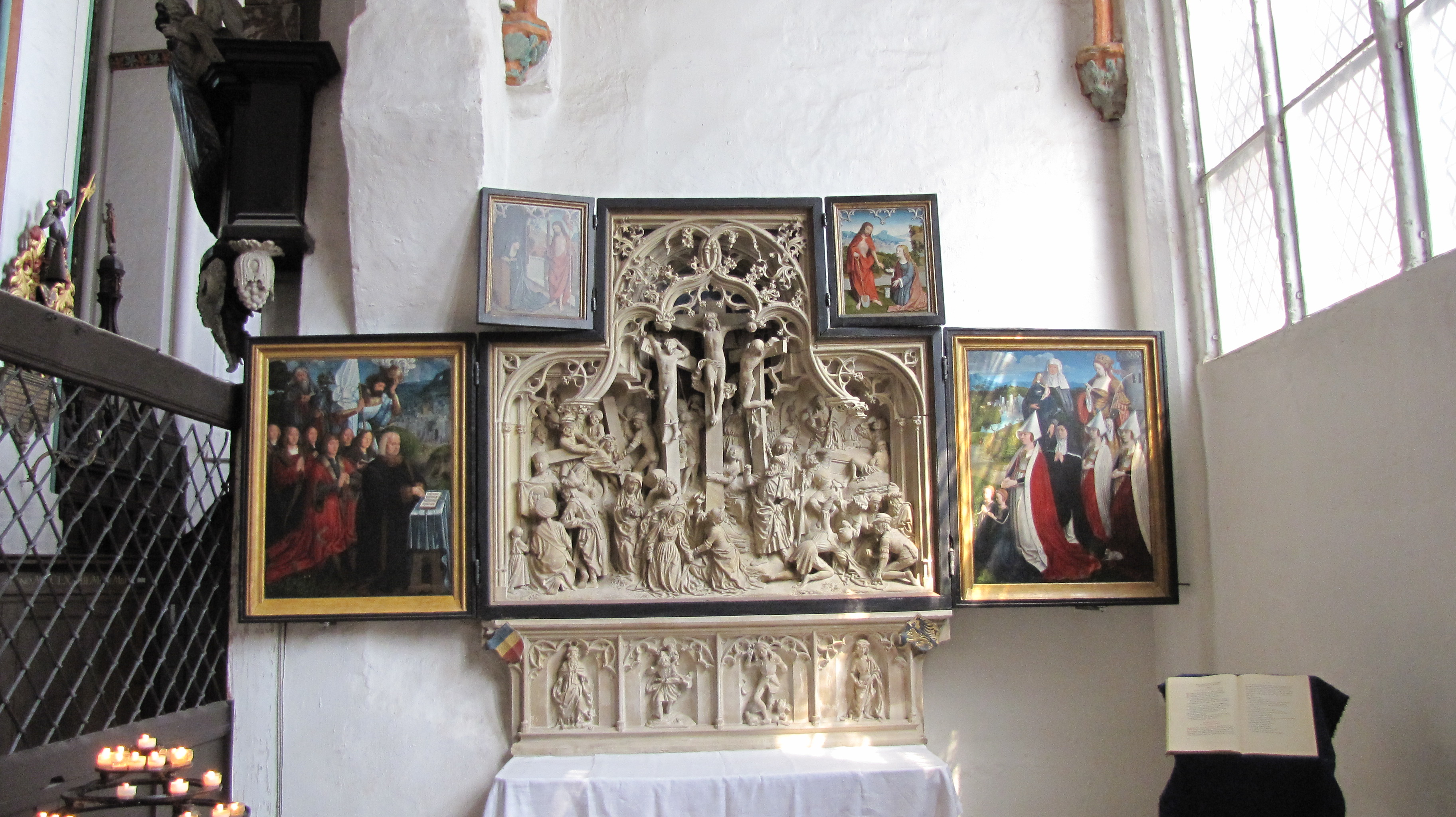
Brömsenaltar
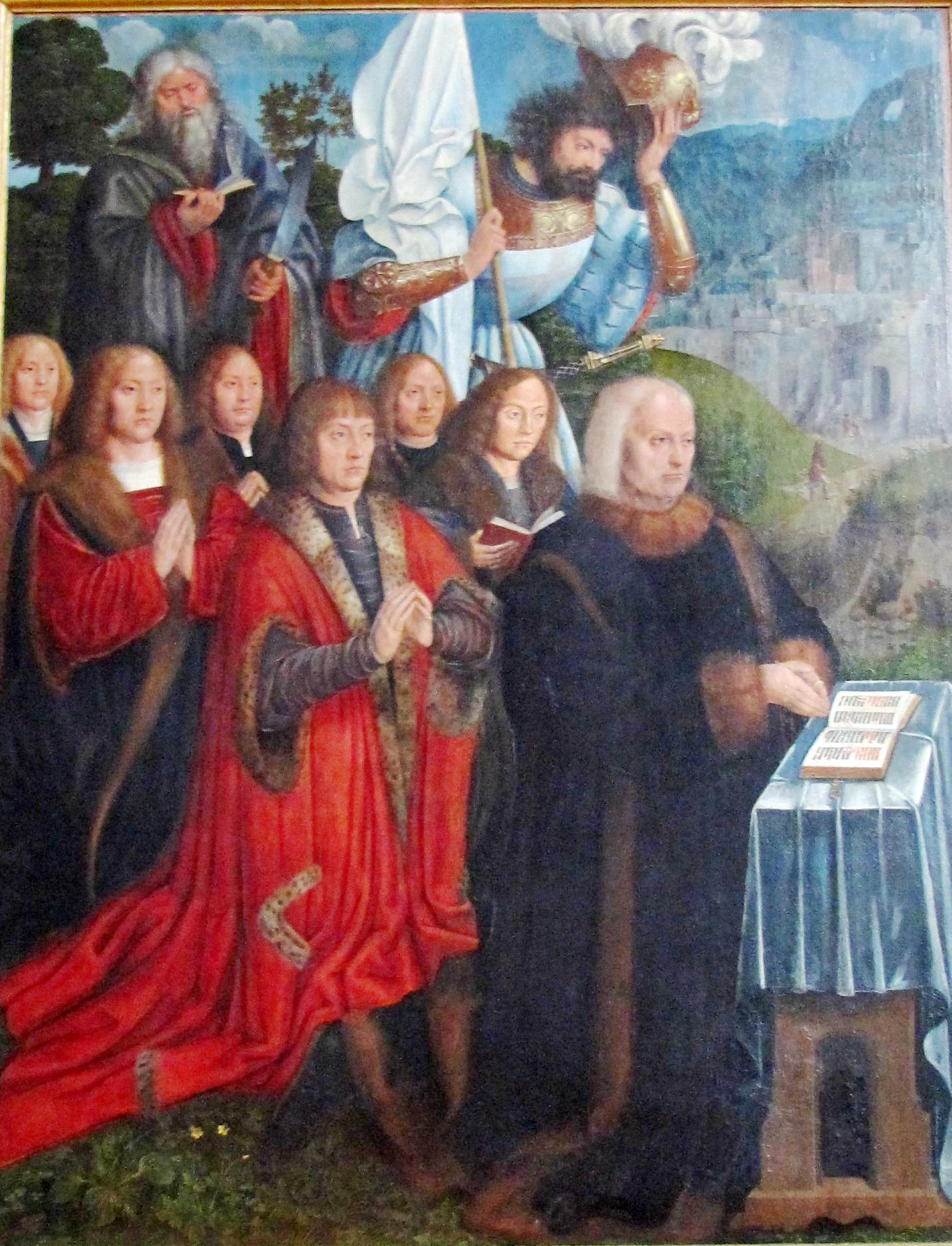
Heinrich Brömse und seine Söhne
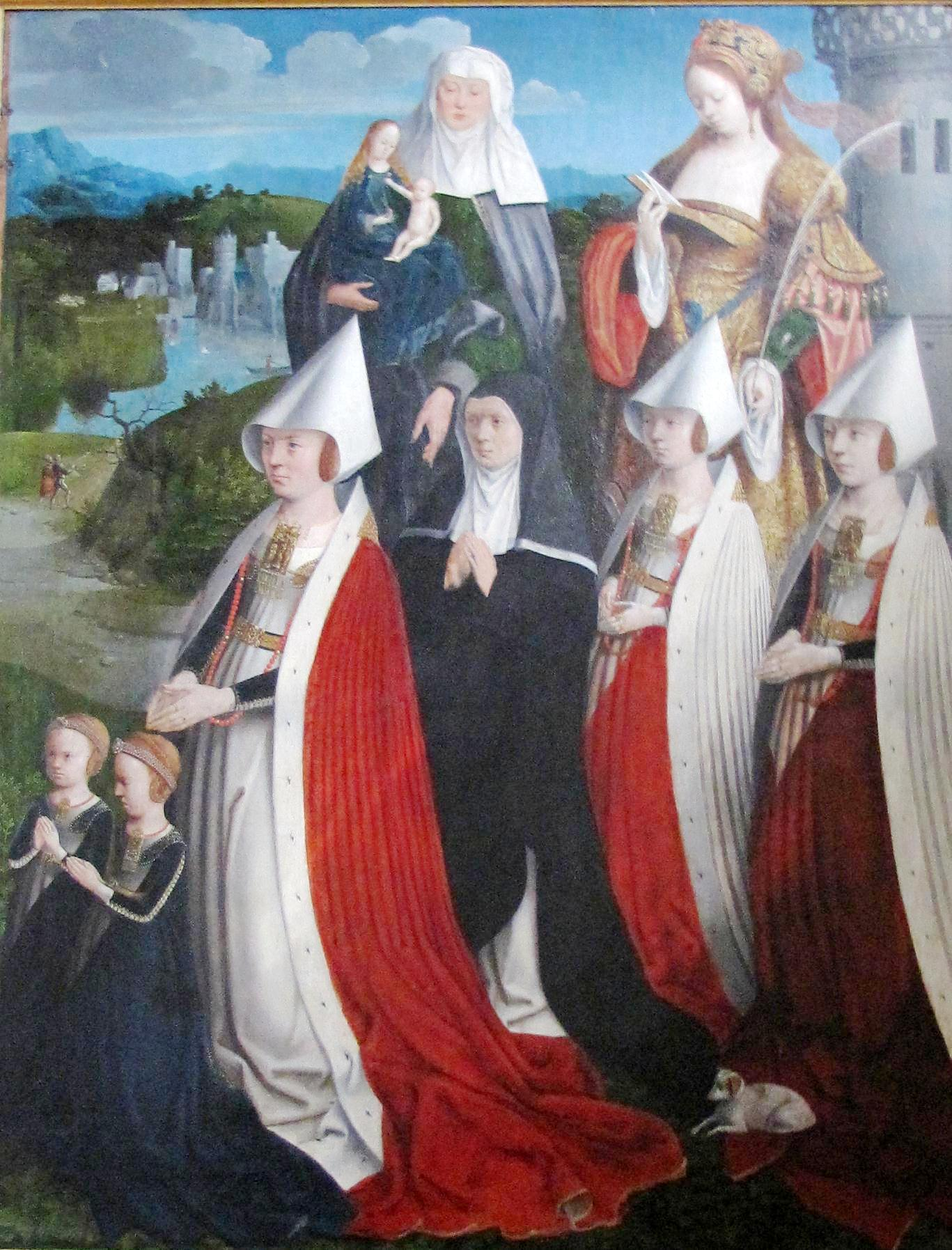
Elisabeth Brömse und ihre Töchter

Heinrich Brömse war verheiratet mit Elisabeth Westfal, der Tochter eines Ratsherrn. Das Paar hatte neun Kinder, darunter die drei Söhne: Dietrich, geboren 1470, sowie Nikolaus (Geburtsjahr unbekannt) und Heinrich, geboren 1476. Die beiden ersten gelangten in den Rat, Dietrich im Jahr 1506, Nicolaus im Jahre 1514. Dietrich starb bereits zwei Jahre nach seiner Wahl im Alter von 38 Jahren. Durch das Erbe seiner Frau Margaretha Bere, der Tochter des Ratsherrn Johann Bere, gelangte Klein Steinrade in den Besitz der Familie. Nikolaus Brömse wurde zum bedeutendsten Vertreter der konservativen Ratspartei in den Wirren der Reformationszeit und zum Gegenspieler Jürgen Wullenwevers. 1531 stellte er sich unter kaiserlichen Schutz und erwirkte von Kaiser Karl V. einen Adelsbrief für sich und seine Familie.
In seiner zweiten Amtszeit wurden im Jahr 1537 die ersten Brömsentaler mit dem „redenden“ Zeichen Bremse geprägt.
Der dritte Bruder, Heinrich, studierte Jura an der Universität Bologna, wo er 1502 zu einem der beiden Procuratoren der deutschen Nation gewählt wurde, und brachte es bis zur Stellung eines kaiserlichen Rats. Heinrich Brömse starb 1543. Die älteste Tochter Adelheid (Taleke), geboren 1471, trat vor 1496 in das St. Johanniskloster ein; seit 1517 Äbtissin, gelang es ihr, unter Berufung auf die Reichsunmittelbarkeit des Klosters in der Reformationszeit seine Aufhebung abzuwenden; sie starb 1538.
Dem früh verstorbenen Dietrich war im Jahr vor seinem Tod ein Sohn geboren worden, der ebenfalls den Namen Heinrich erhielt. Er verheiratete sich mit Magdalena Lüneburg, der Tochter des Ratsherrn Johann Lüneburg. Ihr gemeinsamer Sohn hieß wiederum Dietrich; er wurde 1570 Ratsherr und 1583 Bürgermeister und starb 1600 durch Selbstmord.
Seine beiden Söhne, Heinrich (1569–1632) und Dietrich Brömse (1579–1638) wurden ebenfalls Ratsherrn in Lübeck. Dietrich vertrat die Stadt 1635 in diplomatischer Mission in London.
Von Heinrichs Söhnen wurde Heinrich Gutsherr auf dem Ackerhof (dem späteren Marli), starb aber schon 1645 und erhielt ein Epitaph mit Wappen und Stammbaum in der Familienkapelle der Jakobikirche; Dietrich (1613–1671) verließ Lübeck mit seiner Familie und erwarb von Friedrich von Laffert das Gut Burggrub im Amt Streitberg in Franken, das damals zur Markgrafschaft Bayreuth gehörte. Im April 1667 wurde er in die fränkische Reichsritterschaft aufgenommen. Er starb in Schweinfurt als kaiserlicher Reichshofrat. Sein Sohn Nikolaus Dietrich, seit 1676 Domherr in Lübeck, wurde 1688 durch Patent Kaiser Leopold II. zum Reichsfreiherrn erhoben. Er starb jedoch schon im selben Jahr kinderlos in Frankfurt am Main.
Aufsehen erregte 1776 ein Duell zwischen zwei Lübecker Domherren aus der Familie Brömbsen. Dabei schoss der Kammerherr Friedrich August von Brömbsen seinen Onkel, den holstein-gottorfischen großfürstlich-russischen Geheimen Kabinettssekretär Otto Heinrich von Brömbsen (1717–1776) am 31. Januar 1776 in einem Waldstück bei Herrnburg (heute Ortsteil von Lüdersdorf) in den Unterleib, und dieser verstarb am folgenden Tag an der Wunde. Wegen der Jurisdiktionsfrage kam es zu einer Auseinandersetzung zwischen der Stadt und dem Domkapitel vor dem Reichsgericht. Auf kaiserliche Anordnung sollte schließlich der Herzog von Mecklenburg-Strelitz ermitteln, da Herrnburg sich auf dem Gebiet des Fürstentums Ratzeburg befand.

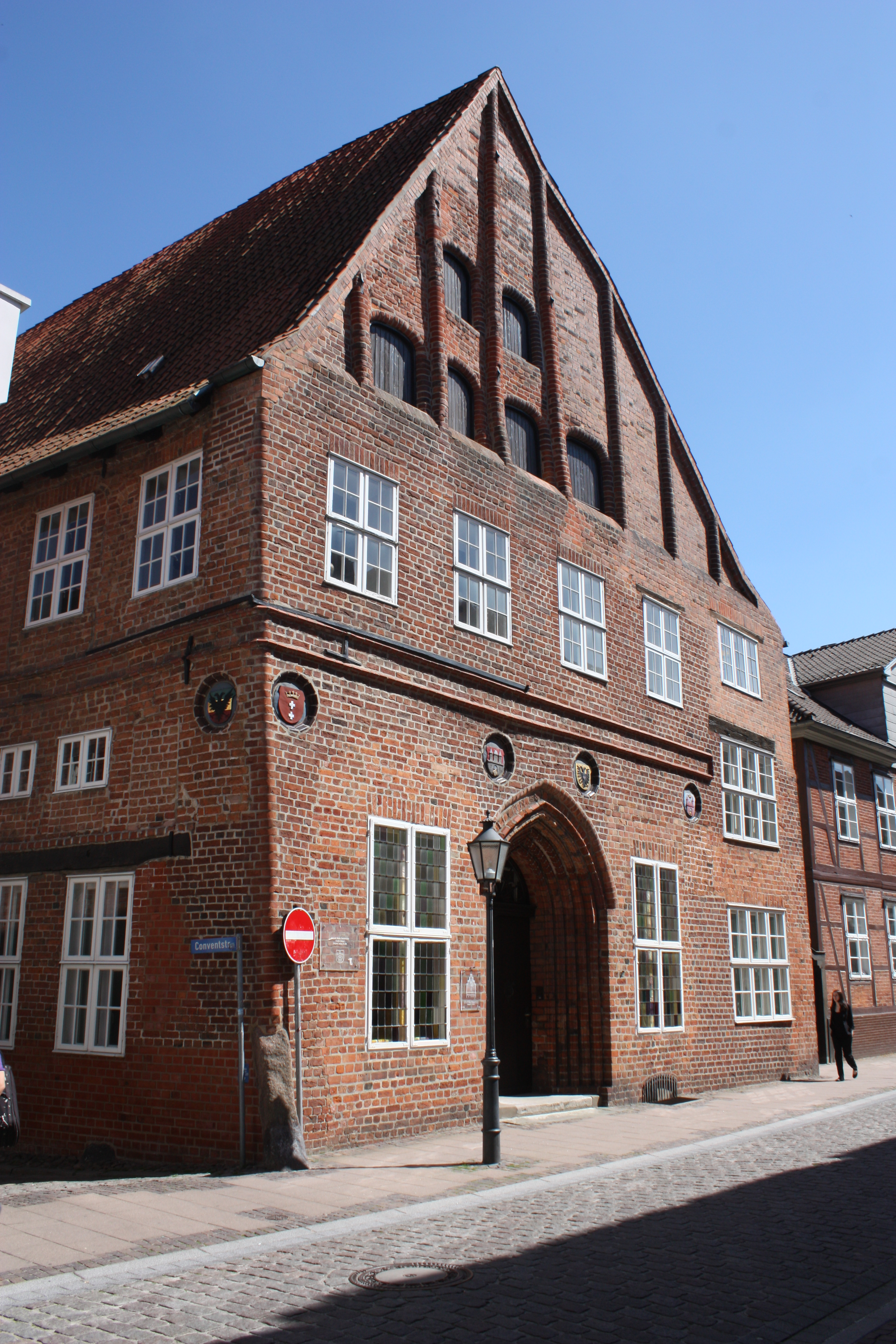
Brömsehaus in Lüneburg, erbaut 1406–1426
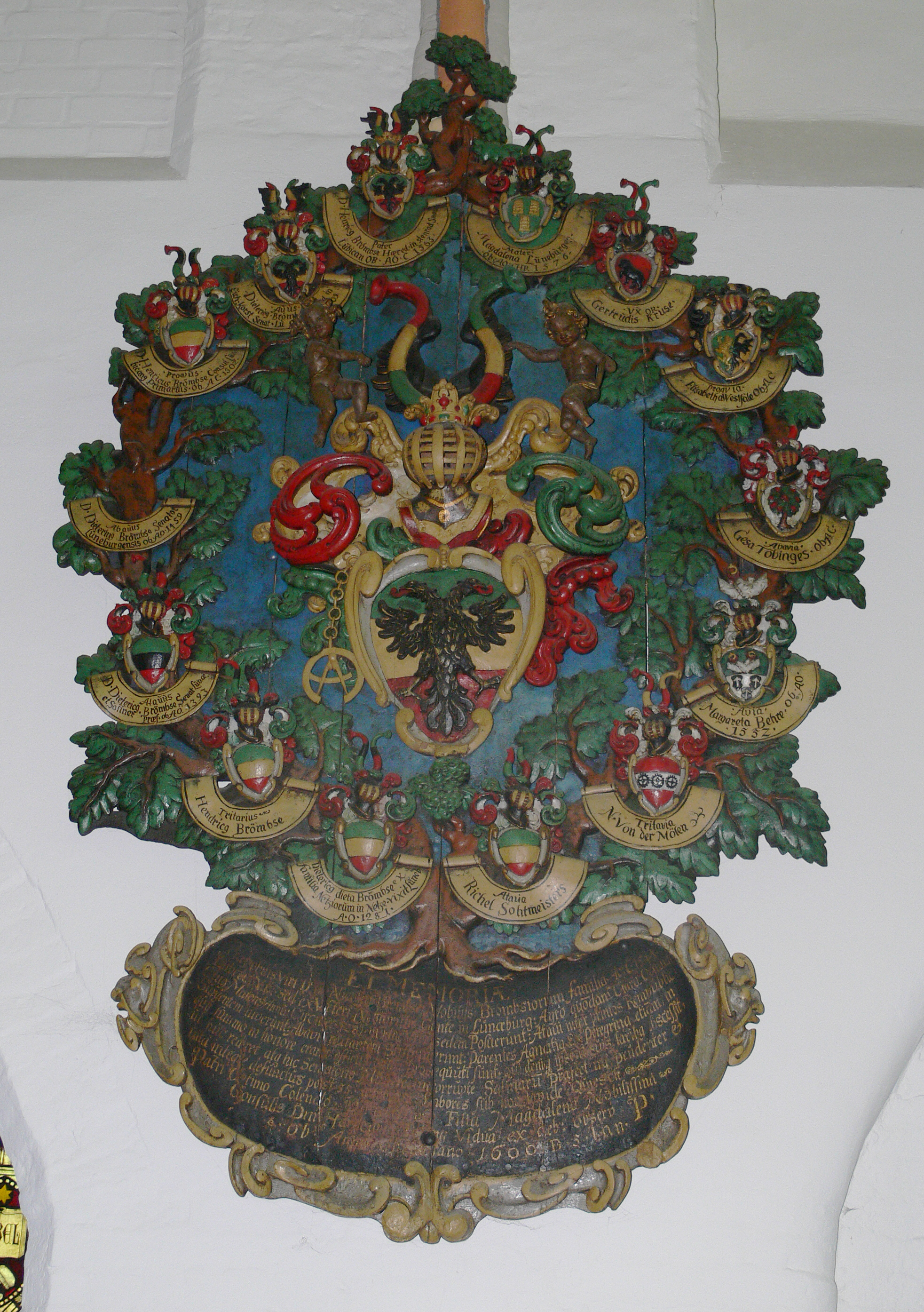
Epitaph für Nikolaus von Brömbsen († 1600) in St. Johannis (Lüneburg)
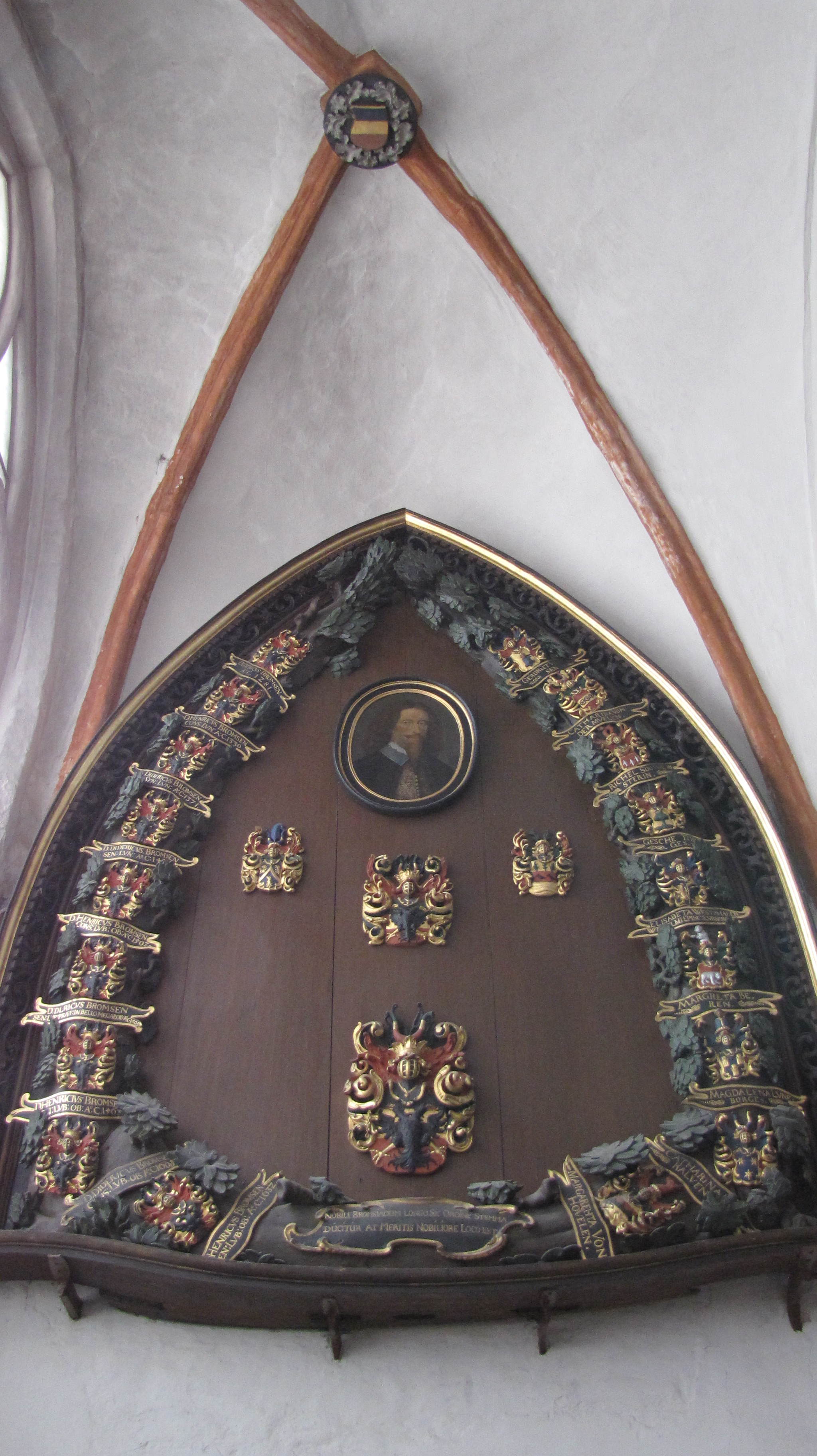
Epitaph für Heinrich von Brömbsen († 1645) in St. Jakobi, Lübeck
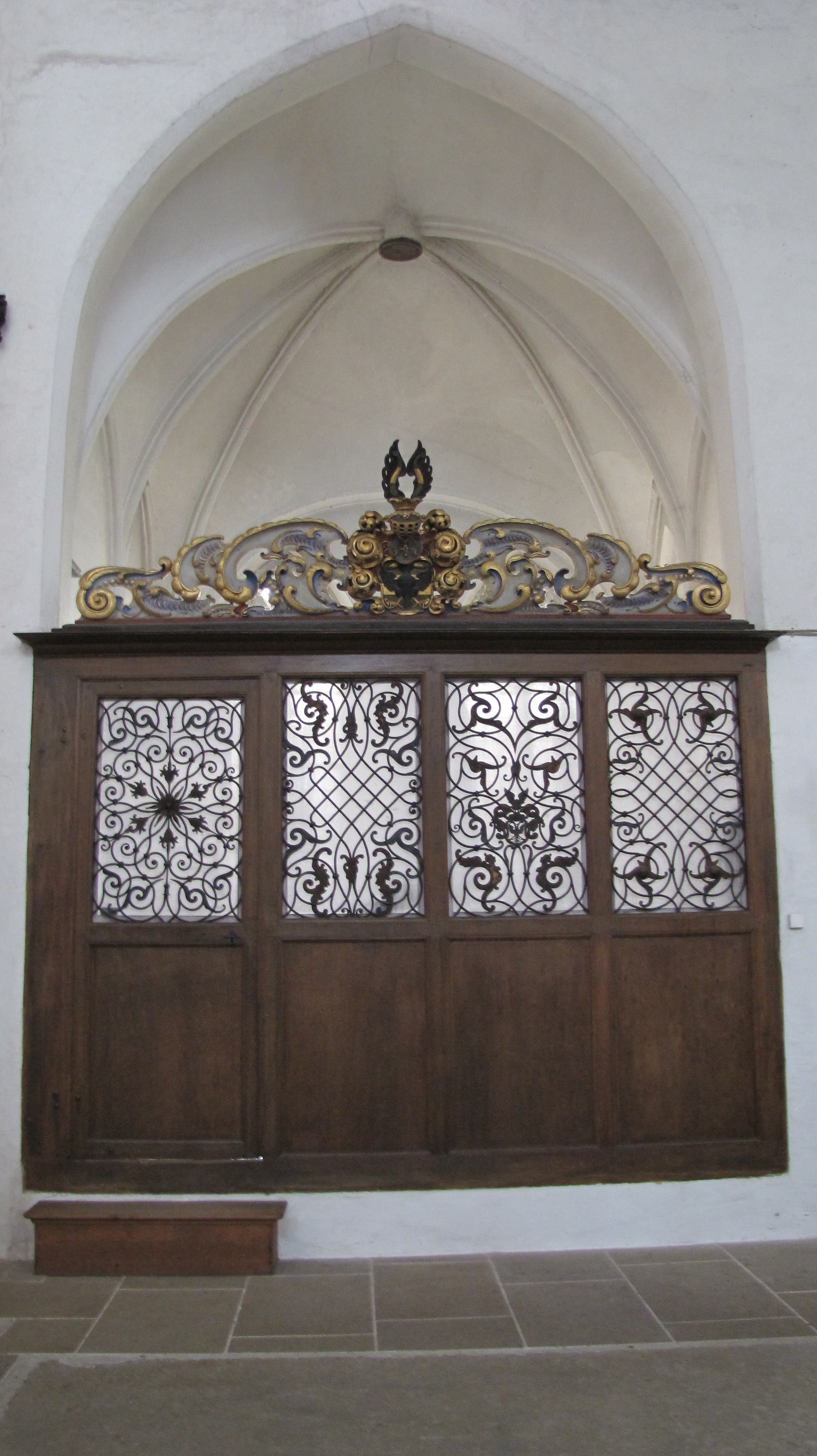
Brömbsenkapelle im Lübecker Dom

## Besitzungen
- Stockelsdorf 1568–1689
- Klein Steinrade 1508–1704
- Brömserhof
- Brömsehaus 1406–1579
- Brömbsenmühle 1618–1757
- Karlsburg (Winnemark) 1671–1717
- Burggrub 1674–1691
- Krummesse, Kronsforde und Niemark 1618–1759
- Niendorf und Reecke 1646–1759
- Nütschau 1750–1777

## Wappen

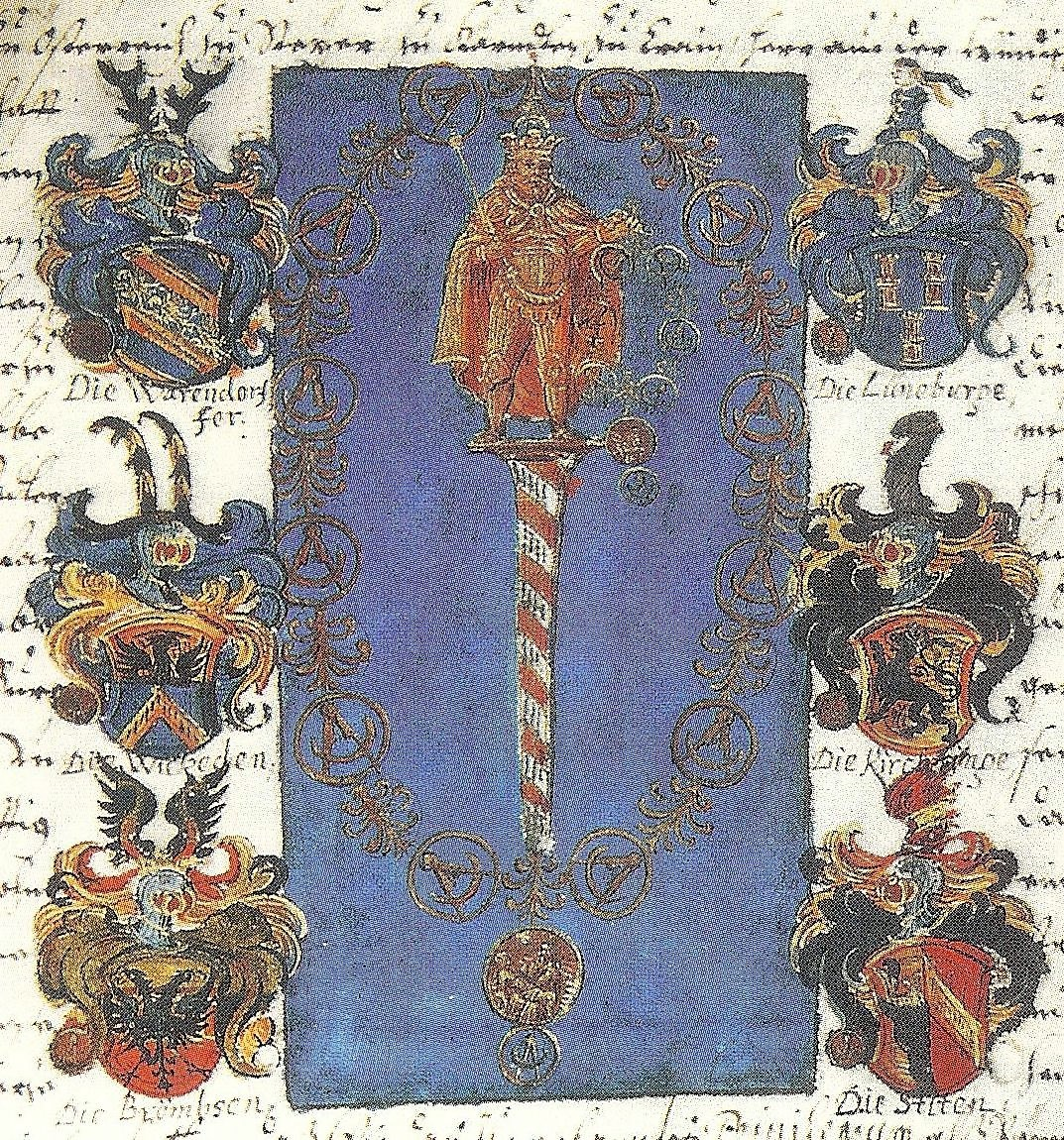
Wappen der Brömbsen auf der kaiserlichen Adelsbestätigung 1641

Das Stammwappen wird wie folgt blasoniert: „Geteilt von Grün, Gold und Rot. Auf dem Topfhelm mit rechts rot-goldenen und links grün-goldenen Decken zwei Büffelhörner, das rechte rot-golden-grün geteilt, das linke wie der Schild bezeichnet.“ (Zum Teil wurden beide Büffelhörner wie der Schild tingiert.)
Unter Kaiser Karl V. hat die Familie 1532 eine „Wappenbesserung“ erhalten: Der Stammwappenschild wurde mit einem schwarzen Doppeladler belegt, goldenbewehrt und rotgezungt. Auf den Helm kam die Helmkrone und hinter die Büffelhörner ein schwarzer Adlerflug.

## Bedeutende Vertreter

### Lübecker Ratslinie und Verwandte

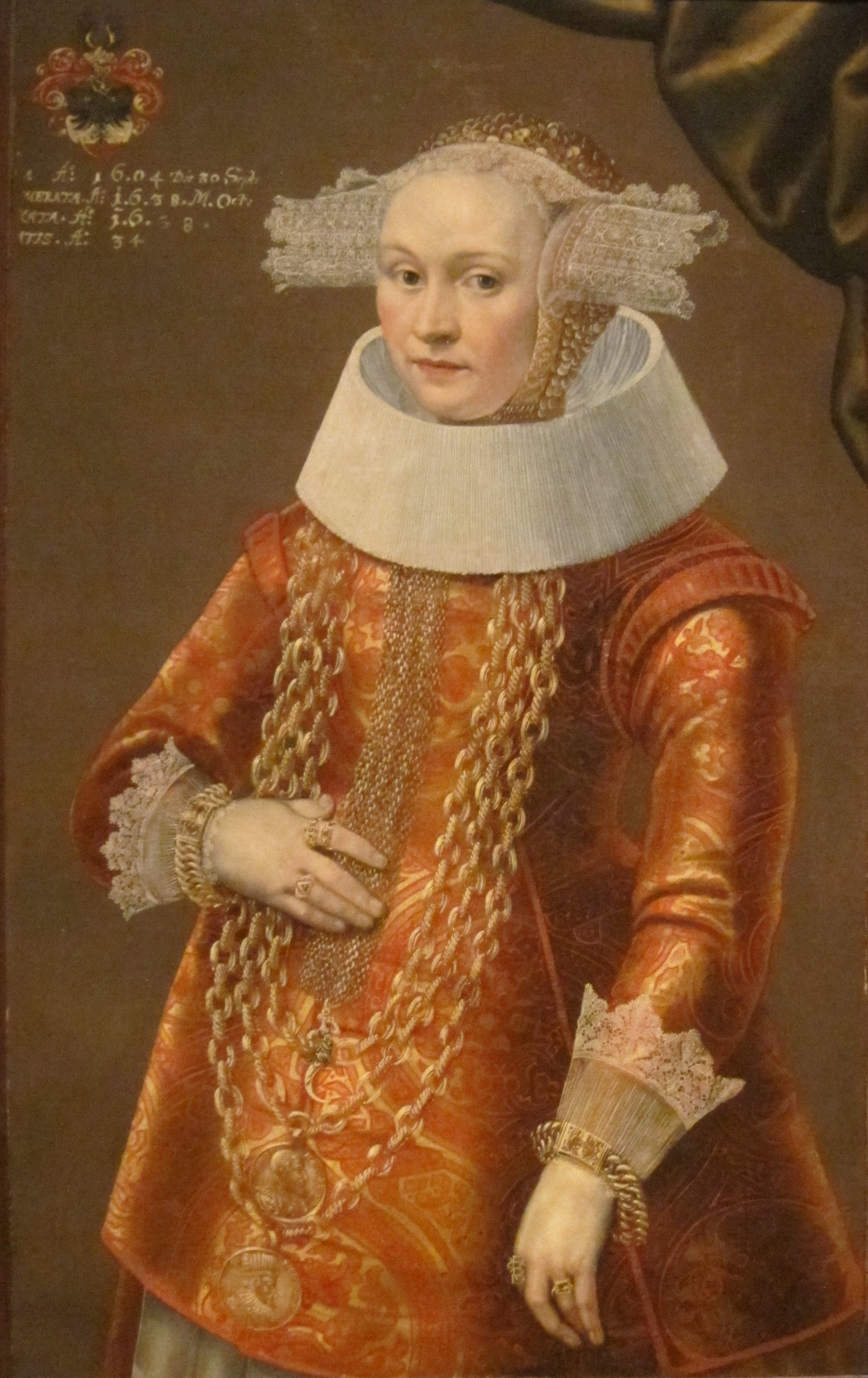
Porträt einer Tochter des Dieterich Brömsen im Alter von 34 Jahren, durch Michael Conrad Hirt (Dayton Art Institute)

Der Lübecker Zweig der Familie stellte über 300 Jahre lang Ratsherrn und Bürgermeister in der Hansestadt.
- Dietrich Brömse († 1400), Ratsherr in Lüneburg
  - Nicolaus Brömse († 1442), Kaufmann und Bürger in Lübeck
  - Dietrich Brömse (1399–1459), Ratsherr in Lüneburg
    - Heinrich Brömse (1440–1502), Bürgermeister der Hansestadt Lübeck
      - Adelheid Brömse (1471–1538), Äbtissin des St. Johannisklosters in Lübeck
      - Dietrich Brömse (1470–1508), Ratsherr in Lübeck
        - Heinrich Brömse (Politiker, 1507) (1507–1563), Ratsherr in Lübeck
          - Dietrich von Broemse (1540–1600) auf Stockelsdorf und Klein-Steinrade, Bürgermeister der Hansestadt Lübeck
            - Heinrich Brömse (Politiker, 1569) (1569–1632) auf Stockelsdorf und (ab 1618) Krummesse, Ratsherr in Lübeck
              - Heinrich von Brömbsen († 1645)
              - Dietrich Brömse (1602–1644) auf Stockelsdorf, Groß-Steinrade Roggenhorst und Schönböcken, Ratsherr in Lübeck
                - Heinrich von Brömbsen (1627–1679) auf Stockelsdorf, Groß-Steinrade und Roggenhorst[11]
                - Johannes (Hans) von Brömbsen (1629–1677) auf Gereby
                  - Hans Heinrich von Brömsen (1677–1717) auf Gereby

                - Dietrich von Brömbsen (1639–1695) auf Horst

              - Gotthard von Brömbsen (1607–1673) auf Krummesse, Kronsforde und Niemark, Ratsherr in Lübeck
                - Heinrich von Brömbsen († 1695) auf Krummesse, Kronsforde und Niemark
                  - Heinrich von Brömbsen (1673–1732) auf Krummesse, Kronsforde und Niemark, durch Erbe seiner Frau ab 1715 auch auf Niendorf und Reecke, Bürgermeister der Hansestadt Lübeck
                    - Andreas Albrecht von Brömbsen (1703–1757) auf Krummesse, Kronsforde und Niemark, Bürgermeister der Hansestadt Lübeck
                    - Heinrich von Brömbsen († 1759) auf Niendorf und Reecke
                    - Christian von Brömbsen († 1759) auf Nütschau
                      - Christian von Brömbsen (1742–1808), Bürgermeister der Hansestadt Lübeck, der letzte Vertreter der Lübecker Linie

              - Andreas Albrecht von Brömbsen († 1685) auf Niendorf und Reecke, Ratsherr in Lübeck
                - Andreas Albrecht von Brömbsen (1652–1715) auf Niendorf und Reecke
                - Dietrich von Brömbsen (1653–1716), Ratsherr in Lübeck
                - Heinrich Nicolas von Brömbsen (1655–1707) auf Bliestorf

            - Dietrich Brömse (1579–1638) auf Klein-Steinrade, Ratsherr in Lübeck
              - Joachim Brömse (1611–1674)
              - Diedrich von Brömbsen (1613–1671) auf Klein-Steinrade und (ab 1666) Burggrub, Ratsherr in Lübeck

          - Heinrich Brömse (1541–1572), wurde in der Bartholomäusnacht in Paris ermordet
          - Nikolaus Brömse (1545–1600)

      - Heinrich Brömse (1476–1542), Jurist und kaiserlicher Rat
      - Nikolaus Brömse († 1543), Bürgermeister der Hansestadt Lübeck

### Lübecker Domherren
Auch im Lübecker Domkapitel war die Familie über Jahrhunderte mit Domherren vertreten:
- Johann von Brömbsen resignierte 1579 als Domherr; er starb 1595
- Nikolaus Dietrich (Claus Diederich) von Brömbsen († 1688) war Domherr seit dem 7. Mai 1667
- Johannes (Hans) von Brömbsen (* 1716 in Gereby) wurde am 23. Oktober 1722 Domherr und verstarb am 9. Juli 1764 als Senior des Kapitels. Er trat 1743 der Hamburger Freimaurerloge Absalon zu den drei Nesseln bei und war 1745 einer der Gründer der ersten Lübecker Loge St. Barbara, die jedoch bald wieder einging.[12] Sein Grab befindet sich in der Mul-Kapelle im Lübecker Dom.[13]
- sein Bruder Otto Hinrich von Brömbsen (* 19. November 1717)[14] war Domherr seit 10. April 1744 und verschied am 1. Februar 1776 an den Folgen eines Duells. Sein Sandsteinsarkophag befand sich in der Thienenschen Grabkapelle, der südseitigen Chorkapelle des Lübecker Doms.[15]
- Friedrich August von Brömbsen (* 1741)[16] war Neffe des vorigen und als Duellgegner Verursacher der tödlichen Verletzungen seines Onkels. Er war seit 14. Mai 1755 Domherr, wurde Senior des Domkapitels und verstarb am 27. April 1797. In seiner Göttinger Studienzeit ist er 1766 als Mitglied des Amicistenordens belegt.[17] Seit 1791 gehörte er der Lübecker Loge Zum Fruchthorn (später Zum Füllhorn) an.[18]

### Weitere
- Siehe Liste der Mitglieder der Zirkelgesellschaft
- Johann von Brömsen († 1684), Bürgermeister von Dorpat in Livland, Stammvater der livländischen Linie